# Peter-und-Paul-Kirche (Jerewan)

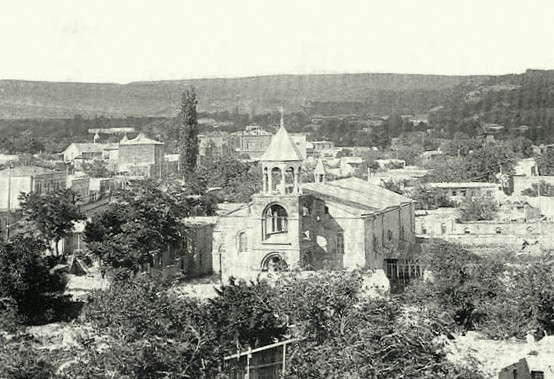
Peter-und-Paul-Kirche in Jerewan, vor 1936

Die Peter-und-Paul-Kirche (armenisch Սուրբ Պողոս-Պետրոս եկեղեցի Surb Poghos-Petros jekeghezi) war ein Kirchenbau der Armenisch-Apostolischen Kirche in der armenischen Hauptstadt Jerewan, der im 5. oder 6. Jahrhundert errichtet worden sein soll. Sie stand in der ehemaligen Jerewaner Altstadt (Schahar) im heutigen Stadtbezirk Mitte (Kentron) und wurde im November 1930 abgerissen, um Platz für das Moskau-Kino in der Abovyan-Straße zu machen.

## Geschichte
Nach Angaben des armenischen Historikers Karo Ghafadaryan (Կարո Ղաֆադարյան) war die Peter-und-Paul-Kirche die älteste und größte, wenn auch nicht die einzige alte Kirche im alten Jerewan. Als im Jahre 607 der neu gewählte Katholikos von Armenien Abraham I. eine Versammlung in der Stadt Dvin einberief, lud er dazu armenische Geistliche aus dem Gebiet des Oströmischen Reiches ebenso ein wie zwei Priester aus Jerewan. Hieraus wird geschlossen, dass es im alten Jerewan mindestens zwei große Kirchen gegeben haben müsse. Im 17. Jahrhundert besuchte der französische Reisende Jean Chardin die Stadt Jerewan. Er erwähnte in seiner Beschreibung der Stadt zahlreiche Kirchen, ohne jedoch eine mit dem Namen Surp Poghos-Petros zu erwähnen.
Bei einem schweren Erdbeben im Jahre 1679 wurde Jerewan größtenteils zerstört, darunter auch die damalige Peter-und-Paul-Kirche, von der nur ein Teil des östlichen Abschnitts erhalten blieb. Bald darauf wurde aus der Ruine eine neue Kirche errichtet, die denselben Namen wie die Vorgängerin trug.
Über den damaligen Wiederaufbau der Kirche gibt es keine direkten Zeugnisse, doch wird die Wiedereröffnung Ende des 17. Jahrhunderts angenommen. Ghafadaryan fand an der östlichen und der nördlichen Wand der Kirche mehrere Chatschkars (Kreuzsteine) mit den Jahreszahlen 1691 und 1692. Ebenso fand er Inschriften, die auf spätere Erneuerungsarbeiten hinweisen, und zwar am Bogen der Südfassade die Angabe 1778 und an der Nordwand die Jahreszahl 1820 mit dem Hinweis, dass Jerewaner Bürger die Rekonstruktion finanzierten.

## Abriss
Im November 1930 wurde die Peter-und-Paul-Kirche auf Weisung der sowjetischen Behörden abgerissen, um Platz für das Moskau-Kino zu machen. In dieser Zeit unter Josef Stalin wurden wie anderswo auch in Jerewan religiöse Bauwerke wie Kirchen, Kapellen und Kreuzsteine, aber auch Moscheen zerstört. Von der Jerewaner Peter-und-Paul-Kirche blieben lediglich einige Bruchstücke der Kirchenwände und Wandgemälde erhalten und sind heute im Historischen Museum Jerewan und Historischen Museum Armeniens zu sehen.

## Öffentliche Kontroverse um eine neue Kirche
Am 25. Februar 2010 genehmigte die armenische Regierung einen Antrag auf Übernahme des Moskau-Kinos und Erwerb von benachbartem Land an der Abovyan-Straße, das als Freilichtkino genutzt wurde, durch das Katholikat der Armenischen Apostolischen Kirche in Etschmiadsin, um am Platz der früheren Peter-und-Paul-Kirche eine neue Kirche zu errichten.
Da das Moskau-Kino in der Jerewaner Bevölkerung sehr beliebt war, kam es rasch zu öffentlichen Protesten. Eine Protestgruppe brachte es auf 5000 Mitglieder, die über 18.000 Unterschriften für eine Petition zur Verhinderung des Projekts sammelten. Die Gruppe wandte sich an Katholikos Karekin II. von Armenien und an den armenischen Ministerpräsidenten Tigran Sargsjan und riefen zu einer gründlichen Debatte über das Projekt auf. Viele armenische Architekten und Intellektuelle sprachen sich für den Erhalt des Freilichtkinos aus. Über 60 armenische Intellektuelle sandten einen offenen Brief an den armenischen Ministerpräsidenten Tigran Sargsjan mit der Bitte, die Entscheidung für einen Kirchenneubau auf der Fläche des Freilichtkinos zurückzunehmen. Während einige Kritiker in diesem Projekt ein weiteres Beispiel für den zunehmenden Einfluss der Armenischen Apostolischen Kirche auf den Staat sehen, warfen Vertreter der Kirche den Kritikern „mangelnden Respekt vor Gott“ vor. Der Plan wurde jedoch schließlich aufgegeben.

## Bildergalerie

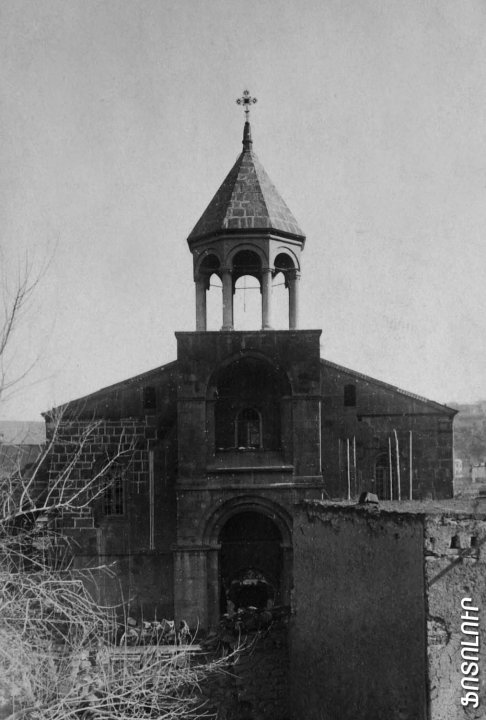
Glockenturm am Eingang
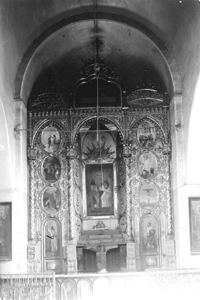
Altar und Apsis